# Katershorn
Katershorn – wieś w Holandii, w prowincji Groningen, w gminie Eemsmond. 